# Valmiera
Valmiera (németül: Wolmar) város Lettországban.

## Fekvése
A város Vidzeme tájegységben a Gauja folyó partján, Riga és az észt határ között helyezkedik el. Távolsága Rigától 100, az észt határtól (Valka/Valga településektől) 50 km.

## Történelme
A település eredete a 11. századba nyúlik vissza. A Balti-tengert az orosz fejedelemségekkel (Pszkov, Novgorod) összekötő kereskedelmi útvonal mellett ekkor keletkezik az első állandó település a Gauja partján.
1224-ben érkeztek meg a Kardtestvérek, és kezdték el a valmierai vár építését.
1283-ban épült fel a városban a Szent Simon-templom, ezt az évet tekintik a város alapítási dátumának. A város gazdasági és politikai jelentősége a 14. és 15. században volt a legjelentősebb. Ekkor Valmiera Livónia központja volt, és a város kereskedelmi jelentőségét mutatja, hogy a település 1365-ben felvételt nyert a Hanza-szövetség tagjai közé.
1560-ban a livóniai háború során először Rettegett Iván foglalta el a várost. 1583-tól lengyel fennhatóság alá tartozott, majd 1622-ben II. Nagy Gusztáv Adolf Svédországhoz csatolta. A nagy északi háborút követően Valmiera Livóniával együtt az Orosz Birodalom része lett, és ezzel elvesztette kereskedelmi jelentőségét. A város életében némi változást, gazdasági fellendülést csak az 1899-ben megnyitott Riga–Szentpétervár-vasútvonal jelentett.

## Híres valmieraiak
- Itt született Johann Eduard Erdmann (1805–1892), német filozófus.
- Itt született Jānis Daliņš (1904–1978), lett atléta, távgyalogló, Lettország első olimpiai érmes sportolója.
- Itt született Oskars Melbārdis (1988), olimpiai ezüstérmes lett bobos.